# University of Minnesota
University of Minnesota (Twin Cities) är ett amerikanskt offentligt forskningsuniversitet som ligger i storstadsområdet Minneapolis-Saint Paul i delstaten Minnesota och har totalt 50 678 studenter (30 511 undergraduate students, 12 659 postgraduate students, 3 635 doktorander och 3 873 övriga studenter) för hösten 2015. Utbildningsinstitutionen ingår i universitetssystemet University of Minnesota system.
Den har 19 fakulteter, däribland Law School, Medical School och Education & Human Development, och de erbjuder en rad utbildningar och examina. Universitet är ett av de högst rankade universiteten i världen och hamnade 2008 på 87:e plats av 200 rankade universitet. Det rankades på 56:e plats i världen i Times Higher Educations ranking av världens främsta lärosäten 2018.

## Historia
University of Minnesota grundades 1851, sju år innan staten Minnesota gick med i unionen, som en skola för universitetsförberedande program. Under de första åren fick universitetet dock finansiella problem och tvingades hålla stängt under det amerikanska inbördeskriget. 1867 öppnade man återigen och den här gången som ett universitet tack vare politikern och filantropen John S. Pillsbury.

## Fakulteter
Universitetet har 19 colleges, uppdelade på tre olika campus.
- Center for Allied Health Programs
- College of Biological Sciences
- College of Continuing Education
- School of Dentistry
- College of Design
- College of Education and Human Development
- Extension
- College of Food, Agricultural and Natural Resource Sciences
- Graduate School
- Law School
- College of Liberal Arts
- Carlson School of Management
- Medical School
- School of Nursing
- College of Pharmacy
- Hubert H. Humphrey School of Public Affairs
- School of Public Health
- College of Science and Engineering

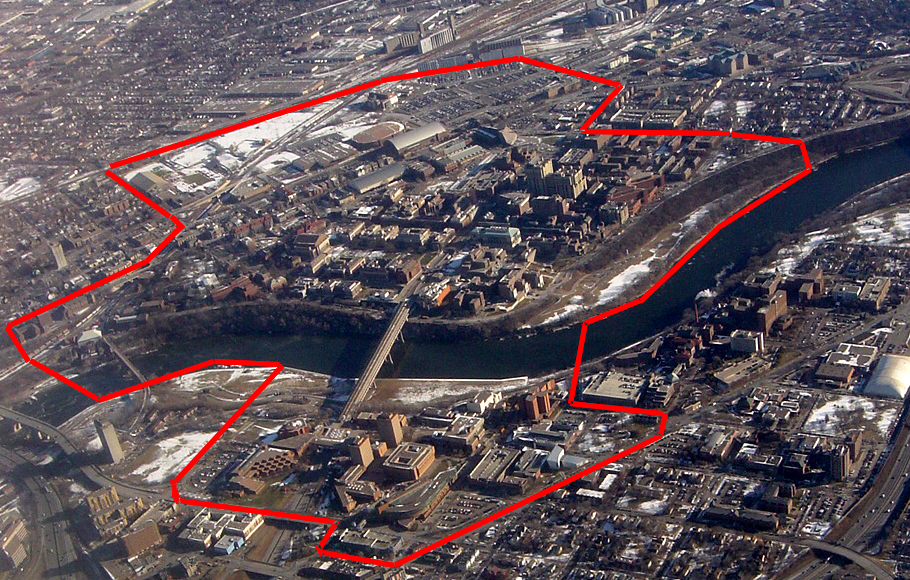
Flygfotografi över West Bank, nederst i bild, och East Bank, överst i bild.

- College of Veterinary Medicine

### East Bank

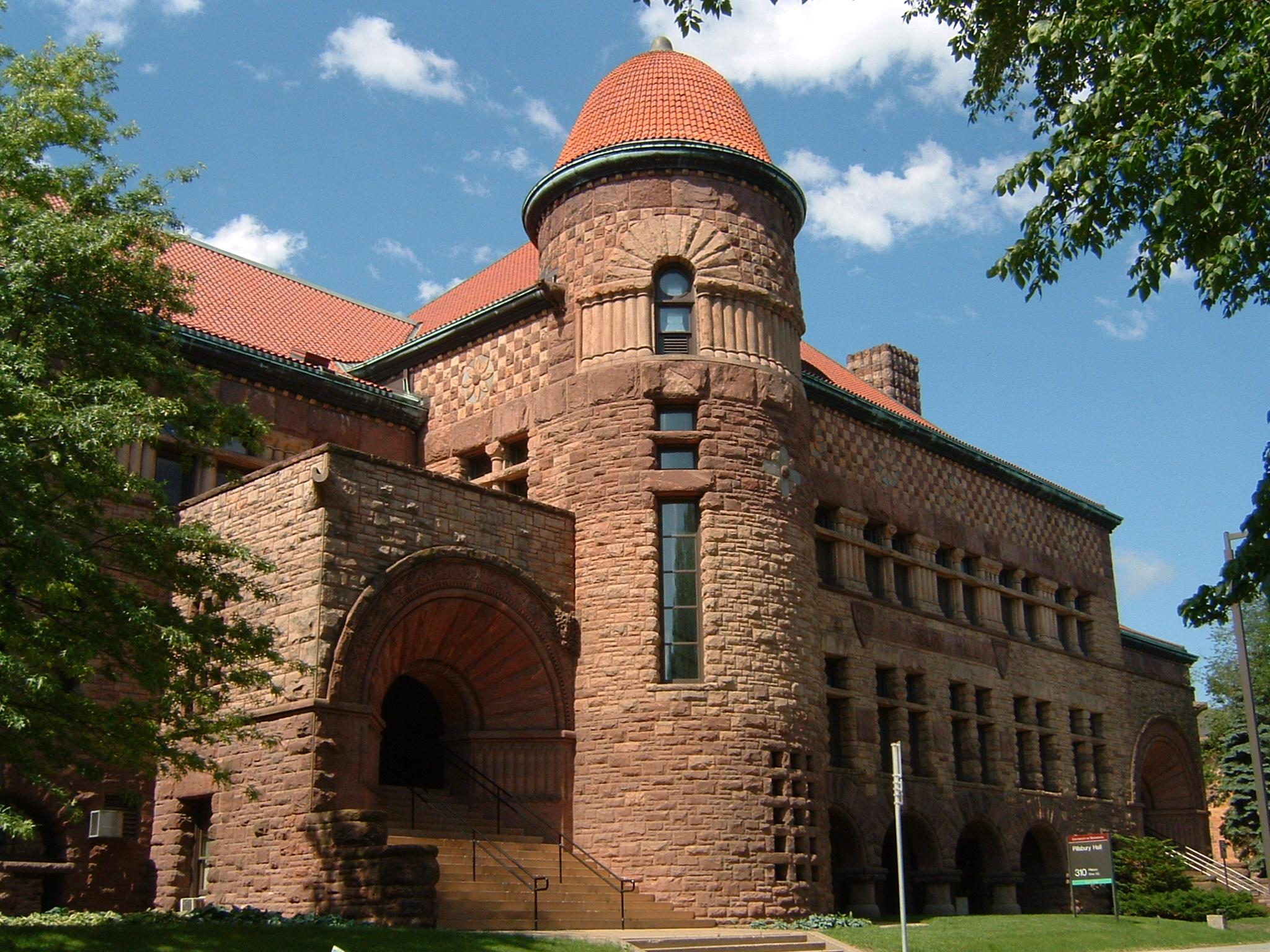
Pillsbury Hall, en av de äldsta byggnaderna vid universitetet.

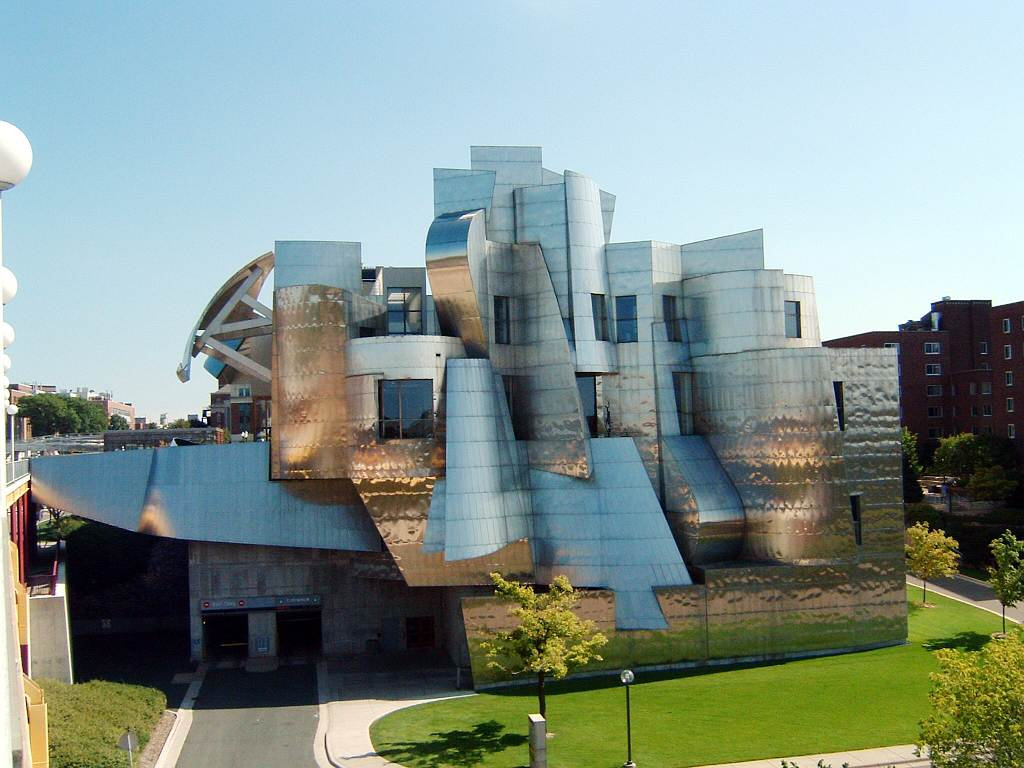
Weisman Art Museum

East Bank utgör den äldsta delen av universitetet. Området täcker en yta om cirka 124 hektar. Den västra delen, närmast Mississippifloden domineras av Northrop Auditorium och Coffman Memorial Hall med olika fakulteter angränsande. Uppför Washington Avenue ligger universitetssjukhuset med tillhörande byggnader. Ytterligare lite längre bort ligger samtliga sportanläggningar, bland andra TCF Bank Stadium och Mariucci Arena. Majoriteten av de universitetsägda studentboendena ligger på West Bank. 

### West Bank
West Bank campus utgör området väster om Mississippifloden. Området är mindre än West Bank och täcker ungefär 21 hektar. I huvudsak samlas humaniora och de samhällsvetenskapliga ämnena här, med Carlson School of Management, Hubert H. Humphrey School of Public Affairs samt Law School belägna i området. Universitetets största bibliotek, Wilson Library, ligger även här. West Bank och East Bank kopplas samman genom Washington Avenue Bridge, med gång- och cykelbana i ett övre plan och bilväg och spårvagnslinje i ett nedre plan.

### St. Paul campus
St. Paul campus ligger cirka 5 km öster om de andra campus. De fakulteter som är belägna vid detta campus är främst inriktade på jordbruk, biologi och veterinärmedicin. Arbetsdagar går det gratis busstrafik mellan East Bank och St. Paul Campus, vid rusningstid så ofta som var femte minut.

## Idrott
Universitetet tävlar i ett flertal idrotter med sin Idrottsförening Minnesota Golden Gophers. Universitetet är medlem i Big Ten Conference i Amerikansk fotboll, Western Collegiate Hockey Association (WCHA), samt National Collegiate Athletic Association. 

### Amerikansk fotboll
Det amerikanska fotbollslaget är ett av de äldsta i amerikansk collegesportshistoria. Laget formades 1882 och har sedan dess vunnit sju nationella mästerskapstitlar samt 18 mästerskapstitlar i Big Ten. Deras hemmaarena är sedan 2009 TCF Bank Stadium.

### Ishockey
Vid sidan av amerikansk fotboll är ishockey en av de idrotter som har starkast stöd vid universitetet. Herrlaget har vunnit fem nationsmästerskap samt 14 konferensmästerskap. Damlaget har vunnit sex nationella mästerskapstitlar. De var det första collegelaget i USA att få en arena helt tillägnad damishockey när Ridder Arena byggdes 2002. Herrlaget spelar i den angränsande Mariucci Arena.

## Kända personer
Bland de som studerat vid University of Minnesota finns ett brokigt spektrum av kända personer, däribland nobelpristagare, amerikanska vicepresidenter, musiker och prisbelönta författare. Nedan följer ett urval av dessa:
- Ernest O. Lawrence, Nobelpristagare i fysik 1939
- Walter Brattain, Nobelpristagare i fysik 1956
- Norman Borlaug, tilldelad Nobels fredspris 1970.
- Edward B. Lewis, Nobelpristagare i medicin 1995.
- Louis J. Ignarro, Nobelpristagare i medicin 1998
- Walter Mondale, tidigare amerikansk vicepresident.
- Bob Dylan, musiker.
- Thomas Friedman, vinnare av Pulitzerpriset 1983, 1988 samt 2002.

Panorama över Northrop Auditorium i bildens mitt, samt Coffman Memorial Union till vänster i bild.